# 若山商店

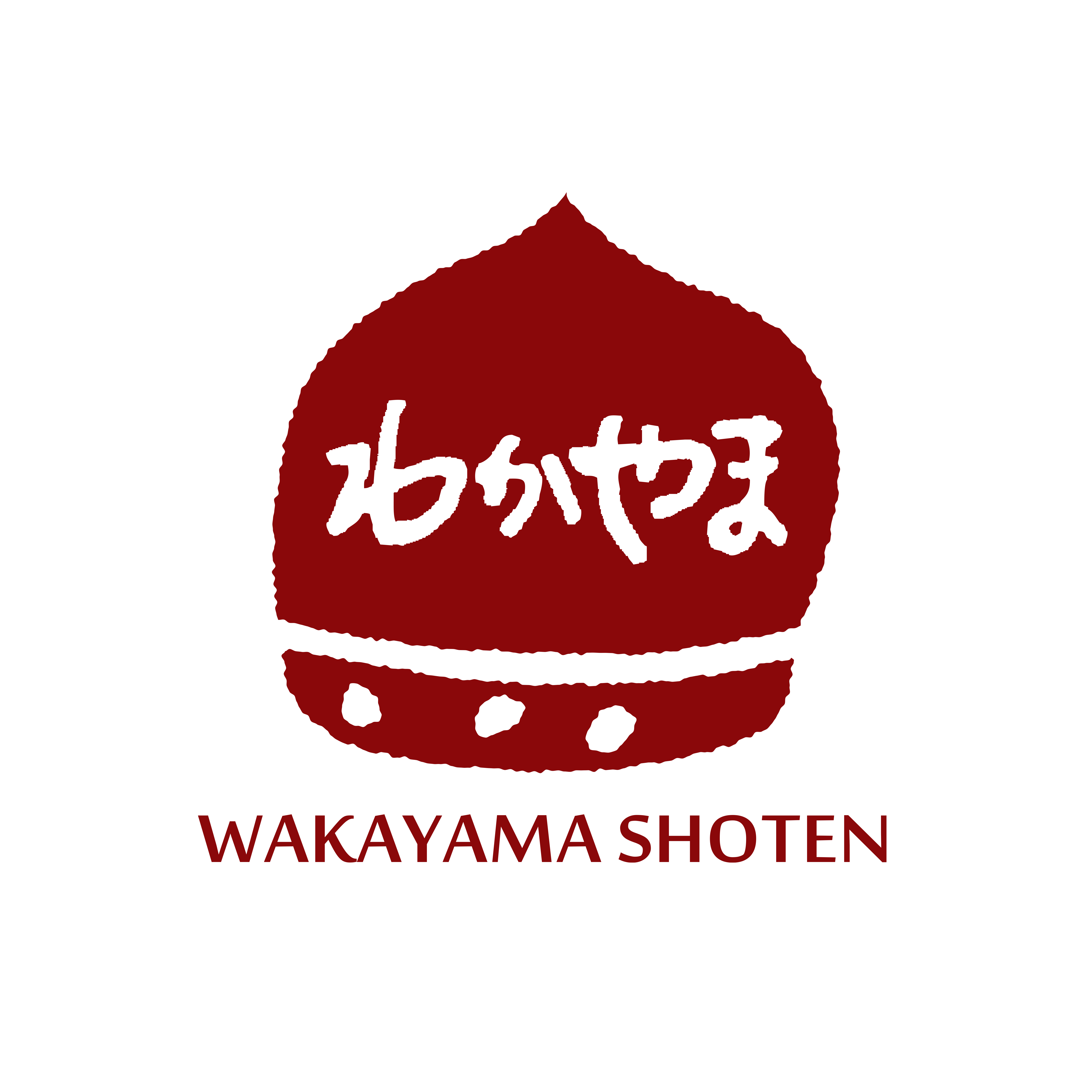
若山商店ロゴ

 株式会社若山商店（わかやましょうてん、英称：Wakayama Shouten Co., Ltd.）は、栃木県宇都宮市に本社を置く和菓子のメーカー。全国のスーパーマーケットなどで販売されている。
栃木県宇都宮市にある「若竹の杜 若山農場（ワカヤマファーム）」は親戚にあたる

## 沿革
- 1946年　宇都宮市伝馬町にて創業
- 1958年　設立
- 1962年　石井工場建設
- 1972年　石那田工場建設
- 2024年　石那田工場新設[1]
- 2024年　JFS-B規格取得

## 商品
- 2023年　酒粕羊羹（さけかすようかん）[3]
- 2024年　ライトラインすいーとぽてと[4][5]
- 2025年　檸檬のすいーとぽてと[6]